# Рейчъл Тикотин
Рейчъл Тикотин (на английски: Rachel Ticotin) е американска актриса.

## Биография
Рейчъл Тикотин е родена на 1 ноември 1958 г. в Бронкс, Ню Йорк, САЩ.